# Mark Greenway
Mark Andrew "Barney" Greenway (Birmingham, Inglaterra, 13 de julio de 1969) es un cantante de grindcore y death metal inglés. Es el actual vocalista de Napalm Death, además de haber pertenecido a las bandas Extreme Noise Terror y Benediction. 

## Trayectoria
Mientras estaba fuera de Napalm Death, en 1998, Greenway inició una banda llamada "Nothing But Contempt" con el baterista de Cancer, Carl Stokes. Después de que Stokes dejara Nothing But Contempt, Danny Herrera se unió como nuevo baterista, sin embargo, Greenway volvió a unirse a Napalm Death y Nothing But Contempt quedó en pausa.
Greenway es un fanático del metal progresivo. Él participó junto a Dream Theater en una presentación en el Club de Jazz de Ronnie Scott (Ronnie Scott's Jazz Club) como vocalista en un cover de la canción "Damage, Inc." de Metallica. Él contribuye regularmente con la revista de rock inglesa Kerrang! como crítico de bandas y/o álbumes de metal progresivo.

## Personalidad
Greenway ha declarado que su apodo "Barney" se generó debido a que él, en algún tiempo, bebía demasiado alcohol, además de su comportamiento, por lo que fue apodado "Rubble", el cual evolucionó a "Barney Rubble" (Pablo Mármol) para después quedar solo como "Barney". Es fanático del equipo Aston Villa F.C..
Es partidario de muchas organizaciones de defensa de los derechos de los animales, incluido PETA, y ha sido vegetariano desde los catorce años y vegano desde 2012. También es socialista  Barney es reconocible por su fuerte acento de Birmingham que nunca ha menguado y que mantiene con orgullo, y por su distintivo estilo vocal brusco que muchos sienten se ha convertido en sinónimo de Napalm Death. Greenway es ateo.

## Discografía

### Napalm Death
Álbumes de estudio
- 1990: Harmony Corruption
- 1992: Utopia Banished
- 1994: Fear, Emptiness, Despair
- 1996: Diatribes
- 1997: Inside the Torn Apart
- 1998: Words from the Exit Wound
- 2000: Enemy of the Music Business
- 2002: Order of the Leech
- 2004: Leaders Not Followers: Part 2
- 2005: The Code Is Red...Long Live the Code
- 2006: Smear Campaign
- 2009: Time Waits For No Slave
- 2012: Utilitarian
- 2015: Apex Predator - Easy Meat

Álbumes recopilatorios
- 1989: The Peel Sessions
- 1992: Death by Manipulation
- 2000: The Complete Radio One Sessions
- 2003 Noise for Music's Sake

Álbumes en directo
- 1989: Live in Europe (7")
- 1992: Live Corruption
- 1998: Bootlegged in Japan
- 2002: Punishment in Capitals

Sencillos, splits y EP
- 1990: Suffer the Children
- 1990: Harmony Corruption bonus live EP
- 1991: Mass Appeal Madness (EP)
- 1992: Utopia Banished Bonus CD (EP)
- 1992: The World Keeps Turning (EP)
- 1993: Nazi Punks Fuck Off (EP)
- 1994: Hung (EP)
- 1994: Plague Rages (Promo)
- 1996: Greed Killing (EP)
- 1996: Cursed to Tour (split con At the Gates)
- 1997: In Tongues We Speak (split-CD con Coalesce)
- 1997: Breed to Breathe (EP)
- 1999: Leaders Not Followers (EP)
- 2005: Tsunami Benefit (Split con The Haunted y Heaven Shall Burn)
- 2012: Converge / Napalm Death (split-EP con Converge)

### Benediction
- The Dreams You Dread (demo)
- 1990: Confess All Goodness (Split-EP con Pungent Stench)
- 1990: Subconscious Terror
- 1992: Dark is the Season (en la canción "Forged in Fire")

### Extreme Noise Terror
- 1997: Damage 381

### Como invitado
- Cerebral Fix - Death Erotica - voces adicionales en "Never Again"
- The Haunted - rEVOLVEr - cameo en el video de la canción "No Compromise"
- Cephalic Carnage - Anomalies - voces adicionales
- Ginger - A Break In The Weather - voces adicionales en "The Dying Art Of The Chorus"
- Dream Theater - International Fan Club Christmas CD - voz en la versión de Metallica "Damage Inc."
- Withered - Foile Circulare - voces adicionales en "...The Faded Breath" and "Clamor Beneath"
- This Is Menace - The Scene Is Dead - voz en "Beg for Silence"
- Born from Pain - War (álbum de Born from Pain)|War - voz en "Behind Enemy Lines"
- Kill II This - Deviate - voces adicionales en "The Flood"
- Leng Tch'e - Hypomaniac - voz en la canción "Totalitarian"[5]
- Volbeat - Beyond Hell/Above Heaven - voz en la canción "Evelyn".
- Soziedad Alkoholica - Sistema Antisocial - voz en la canción "Policías en Acción".